# Afrocerceis kenyensis
Afrocerceis kenyensis är en kräftdjursart som beskrevs av Mueller 1995. Afrocerceis kenyensis ingår i släktet Afrocerceis och familjen klotkräftor. Inga underarter finns listade i Catalogue of Life.